# Clémence Clerc
Pour les articles homonymes, voir Clerc.
Clémence Clerc, née le 18 février 1991 à Angers, est une joueuse française de water-polo.
Appelée pour la première fois en équipe de France de water-polo féminin en 2008, elle est championne de France avec le Lille Métropole Water-Polo en 2014, 2015 et 2016 et vainqueur de la Coupe de la Ligue en 2013 et 2014.